# Bertel Thorvaldsen
Albert Bertel Thorvaldsen 19 de novembre de 1770 - 24 de març de 1844, va ser un escultor danès/islandès del neoclassicisme.

## Biografia
Va néixer a Copenhaguen el 1770 (segons alguns relats, el 1768), fill d'un islandès que es va establir a Dinamarca, on va treballar com a tallista de fusta. Aquest relat és controvertit per alguns islandesos, que consideren que Thorvaldsen va néixer a Islàndia.
El jove Thorvaldsen va estudiar a l'Acadèmia de Copenhaguen (Det Kongelige Danske Kunstakademi en danès), on en va tenir com a mestre, entre d'altres, a Nikolai Abildgaard. Va guanyar tots els premis, inclosa la gran medalla d'or. Com a conseqüència, li van concedir una beca reial, el que va permetre anar a Roma per estudiar l'escultura clàssica. Allà va arribar el 8 de març de 1797. Ja que la data del seu naixement mai no s'havia registrat, va celebrar aquest dia com el seu «aniversari romà» durant la resta de la seva vida.

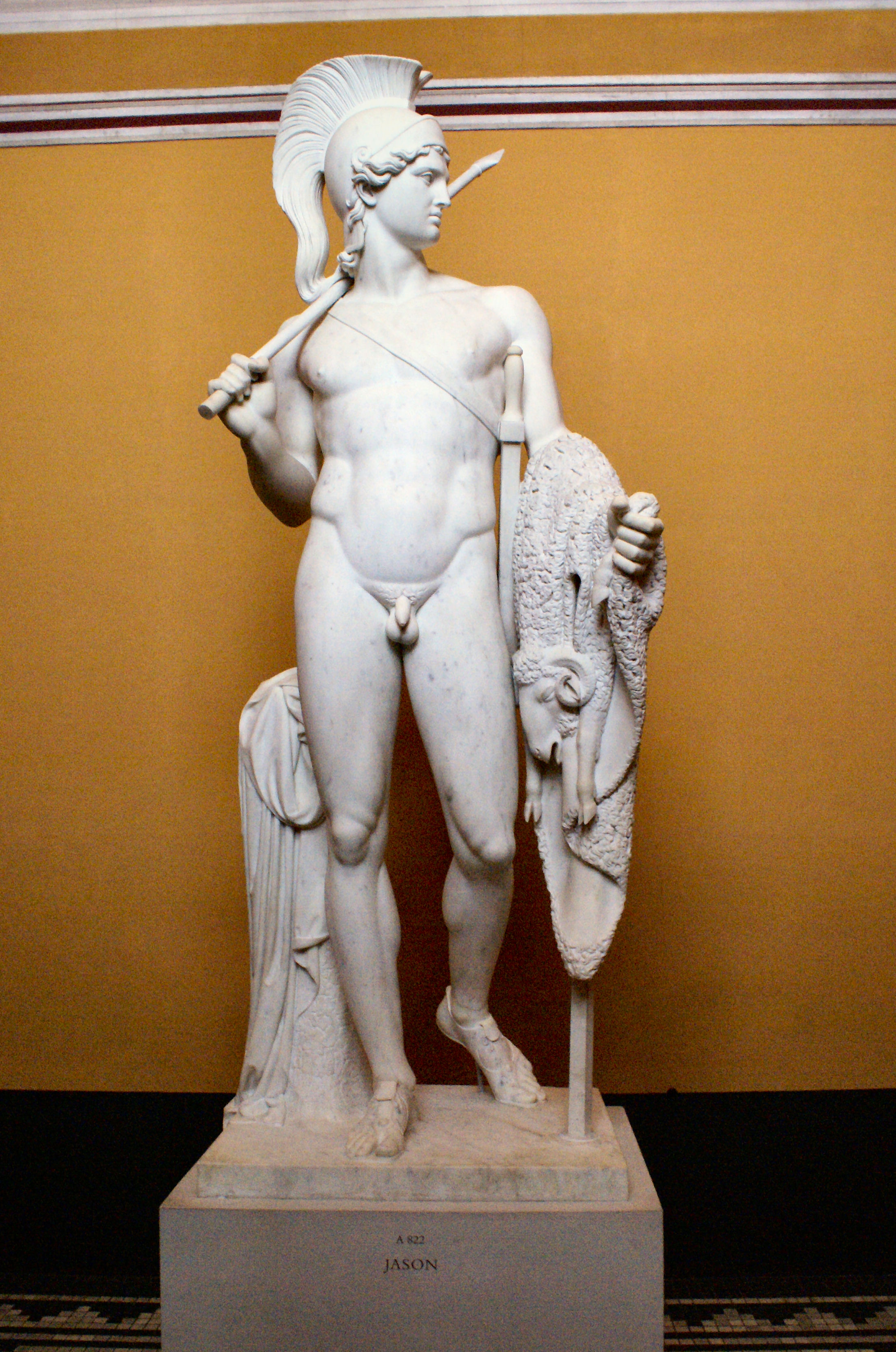
Jàson amb el velló d'or, 1803, obra amb la qual es va fer famós

El primer èxit de Thorvaldsen va ser el model per a una estàtua de Jàson, que va ser molt lloat per Antonio Canova, l'escultor més popular de la ciutat. El 1803 va rebre l'encàrrec d'executar-lo en marbre per a Thomas Hope, un ric mecenes de les arts anglès. A partir d'aleshores, va tenir l'èxit assegurat.
Va viure a Roma fins a 1838, i allà es va convertir en un dels líders del neoclassicisme va conèixer la seva parella, Anna Maria Magnani i va fer amistat amb el seu compatriota el pintor Eckersberg. L'obra de Thorvaldsen va arribar a assolir una demanda tan gran que cap a 1820 treballaven al seu taller 40 persones per ajudar-lo a finalitzar els encàrrecs.
L'any 1819 va tornar temporalment a Copenhaguen per tal de començar la planificació del conjunt decoratiu, a base de colossals estàtues de marbre i relleus, per a la nova església de Nostra Senyora (Vor Frue Kirke), representant Jesucrist i els dotze Apòstols. La catedral de Copenhaguen havia estat destruïda al bombardeig britànic de Copenhaguen el 1807. Aquestes es van executar després del seu retorn a Roma, i no es van completar fins a 1838, quan Thorvaldsen va regressar a Dinamarca, sent rebut com un heroi. Només les figures de Crist i sant Pau van ser esculpides per Thorvaldsen; la resta van ser realitzades pels membres del seu taller sobre els models del mestre.
Va morir de manera sobtada al Teatre Reial de Copenhaguen el 24 de març de 1844, i va llegar gran part de la seva fortuna per a l'edifici i manteniment d'un museu a Copenhaguen, i per omplir-ho també va deixar tota la seva col·lecció d'obres d'art i els models de totes les seves escultures. El museu Thorvaldsen de Copenhaguen conté la seva col·lecció d'escultura antiga i obres de la seva producció. Thorvaldsen es troba enterrat al pati d'aquest museu, sota un llitde roses, per desig exprés seu.